# بول كوري
بول كوري (بالإنجليزية: Paul Corry)‏ (2 فبراير 1991 بدبلن في جمهورية أيرلندا - ) هو لاعب كرة قدم أيرلندي في مركز الوسط. شارك مع منتخب جمهورية أيرلندا تحت 17 سنة لكرة القدم. أما مع النوادي، فقد لعب مع شيفيلد وينزداي ونادي ترانمير روفرز لكرة القدم ونادي كلية جامعة دبلن ونادي كارلايل يونايتد ونادي نورثامبتون تاون.

## وصلات خارجية
- بول كوري على موقع قاعدة بيانات كرة القدم.إي يو (الإنجليزية)
- بول كوري على موقع Soccerbase.com (لاعب) (الإنجليزية)